# Прудовица (приток Малой Просницы)
Прудовица — река в России, протекает в Кирово-Чепецком районе Кировской области. Устье реки находится в 11 км по левому берегу реки Малая Просница. Длина реки составляет 10 км.
Исток реки севернее села Бурмакино, центра Бурмакинского сельского поселения. Река течёт на северо-восток, протекает деревню Малые Зыкины, ниже течёт по ненаселённому лесу. Приток — Чесночиха (правый).

## Данные водного реестра
По данным государственного водного реестра России относится к Камскому бассейновому округу, водохозяйственный участок реки — Вятка от истока до города Киров, без реки Чепца, речной подбассейн реки — Вятка. Речной бассейн реки — Кама.
По данным геоинформационной системы водохозяйственного районирования территории РФ, подготовленной Федеральным агентством водных ресурсов:
- Код водного объекта в государственном водном реестре — 10010300212111100034021
- Код по гидрологической изученности (ГИ) — 111103402
- Код бассейна — 10.01.03.002
- Номер тома по ГИ — 11
- Выпуск по ГИ — 1